# Малько Сергій Миколайович
Сергій Миколайович Малько (8 листопада 1953, смт Пісочин, Харківська область — 4 березня 2025) — футболіст, майстер спорту СРСР з 1976 року.

## Біографія
Почав грати у футбол у дворі, потім виступав за клуб канатного заводу в першості Харківської області. Перший тренер - А. Рабінович. 
У 1972 році грав у другій лізі за харківський «Маяк», у 1973 - у першості області за «Локомотив» Люботин. 8 вересня 1974 року в матчі з хмельницьким «Динамо» дебютував у складі харківського «Металіста», який вилетів за підсумками попереднього року до другої ліги. У 1975 році забивши в 36 матчах 8 голів, став найкращим бомбардиром команди в першій лізі. «Металіст», посівши передостаннє місце, знову вилетів у другу лігу, а Малько перейшов до клубу вищої ліги “Дніпро” Дніпропетровськ, де за два роки в 56 матчах забив 13 голів. 1978 рік провів у «Динамо» Київ - зіграв 10 матчів, у більшості з них виходив на заміну за 10-20 хвилин до кінця гри. У зв'язку з реконструкцією Центрального стадіону в Києві команда стала проводити матчі на стадіоні «Металіст» у Харкові, після чого Малько повернувся в «Металіст». Дебютував 28 вересня в матчі з «Кривбасом» і знову допоміг команді повернутися в першу лігу.
До кінця кар'єри грав в атакувальному тріо з Нодаром Бачіашвілі та Володимиром Лінке. За три з половиною роки вони разом забили 108 м'ячів, з них 25 - Малько. У 1982 році «Металіст» повернувся до вищої ліги. Малько забив у першій же грі - з пенальті у ворота СКА Київ (4:0). Потім не реалізував два пенальті в матчах із «Дніпром» і «Динамо» Москва. 8 травня в домашній грі проти «Динамо» Тбілісі після підкату, здійсненого Нодаром Хізанішвілі, Малько отримав подвійний відкритий осколковий перелом правої ноги - у дощову погоду грав без щитків. Переніс тригодинну операцію, провів три місяці в гіпсі, 16 місяців на лікарняному і у Був вимушений завершити велику спортивну кар'єру в 28 років внаслідок отримання важкого подвійного відкритого перелому правої ноги в матчі з тбіліським «Динамо». 
Грав за заводську команду «Іскра» в першості області до 1990 року.
Помер 4 березня 2025 року на 72-му році життя.